# Aline Ndacyayisenga
Aline Ndacyayisenga, née le 8 janvier 1996, est une taekwondoïste rwandaise.

## Carrière
Aline Ndacyayisenga est médaillée de bronze dans la catégorie des moins de 57 kg aux Championnats d'Afrique de taekwondo 2016 à Port-Saïd.